# ピタゴラスの謎
『ピタゴラスの謎』（ピタゴラスのなぞ）は、1986年にナスコが開発しセガが販売したアーケードゲームで、ブロックくずしゲーム。1987年1月稼働。
英語でのタイトルは 『Riddle of Pythagoras』。

## 概要
本作はタイトーが制作、販売した『アルカノイド』を始祖とする第二次ブロックくずしブームの中で登場した。
ゲーム展開を有利にするアイテムや、ハッチから出現し画面上を動き回りボールが当たると不規則に跳ね返してしまう敵キャラクター、ボールを複数回当てないと破壊できない硬いブロックなど、『アルカノイド』によく似たゲームシステムを採用しているが、いくつかのオリジナル要素も組み入れられている。

## ゲーム内容
パドルコントローラと1ボタンでパドル（ラケット）を操作してボールを飛ばしたり跳ね返したりし、画面上の破壊可能なブロックにボールを当てて破壊していく。
全50ステージが存在し、画面上の全ての破壊可能なブロックを破壊するとステージクリアとなり次のステージへと進む。ただし、ステージ49をクリアした際に条件を満たしていないとZAPしステージ1に戻ってしまう。ステージ50をクリアするとエンディングとなる。
画面上にある全てのボールを画面下部へ落としてしまうと1ミスとなる。複数のボールが画面上に存在する時は、1つでもボールが画面上に残っていればミスとはならない。
ミスをすると装着アイテムは全て失われ、パドルの形状もゲームスタート時のものに戻って再開となる。パドルの残り数（残機）がすべて無くなるとゲームオーバー。

### ボールの種類
この作品のボールには4つの種類があり、条件に応じてボールは変化する。
ハンマーボール
白色のボール。通常時はこのボールである。上端の壁にボールが当たるとこれに変化する。
スローボール
緑色のボール。移動速度がハンマーボールより若干遅い。ダンパーを装備するパドルでボールを跳ね返すとこれに変化する。ブロックから出現するボールもこのタイプである。
エネルギーボール
黄色のボール。ボールの破壊力が増す。スプリングを装備するパドルでボールを跳ね返すとこれに変化する。
ハイエナジーボール
赤色のボール。破壊可能なブロックや敵キャラクターに当たっても反射せず貫通する。パドルの底面（アイテムのパドルも含む）にボールを当てるとこれに変化する。

### フィールド
本作では1つのステージにおけるフィールドの範囲は画面に表示されている範囲だけではなく表示範囲の上部にも存在するが、ステージ開始時は見切れている。ボールを画面上端（画面上部の壁ではなく画面端）に到達させると画面の上に見切れている空間にゲーム画面をシフトさせることができる。
見切れている空間にはボーナス得点やワープ（ステージを飛ばせる仕組み）を獲得できるギミックが存在する。ただし、ステージによっては何もないか破壊すべきブロックが存在することもある。

### アイテム
アイテムはブロックを破壊すると出現することがある。出現したアイテムはその場にしばらく停滞した後ゆっくりと画面下部に下降していき、パドルが触れることで取得することができる。画面下部まで下降しきったアイテムは消滅する。

#### パドルに装着できるアイテム
パドルに装着できるアイテムをパドルで受けると、アイテムを受けたパドル上の位置にそのアイテムを装着することができる。アイテムを受ける位置を調整することで複数のアイテムを同時に装着することができる。既にアイテムを装着している位置でアイテムを受けてしまうと装着済みのアイテムは消滅し取得したアイテムに置き換えられる。
パドルに装着できるアイテムはステージ間での持ち越しはできず、ステージクリアすると失われる。
ブラスター
「凹」型のアイテム。ボタンを押すと上方にビームを発射する。破壊可能なブロックや敵キャラクターにビームを当てることで破壊することができる。破壊できない壁やハッチを破壊したり飛び越えたりはできないため、壁等の真上にあるブロックには全くの無力。
スプリング
ばね型のアイテム。パドルでボールを跳ね返すとボールが黄色になり、ボールの破壊力が増す。
ダンパー
緑の玉の形状をしたアイテム。パドルでボールを跳ね返すとボールが緑色になり、ボールの移動速度が若干落ちる。
マグネット
U字磁石の形状をしたアイテム。ボタンを押すとボールの軌道を変えることができる。
フレアー
ランプ（ランタン）型のアイテム。画面一体が真っ暗な暗闇のステージで装着すると明るくなりステージの全貌が見えるようになる。

#### パドルの形状を変更するアイテム
プレイヤーが操作するパドルと似たようなグラフィックだが、効果に応じて形状が異なり、パドルで取得するとパドルの形状が変化しボールの反射方向をパドルの形状に応じた変化をつけたり、画面上方にも別のパドルを設置したりすることができる。
このアイテムは排他選択であり複数種類を同時に装備することはできず、最後に取得したものしか効果を発揮しない。また、取得するとパドルに装着していたアイテムは全て失われる。
このアイテムにボールを当てるとプレイヤーが操作するパドルと同様にボールは跳ね返ってしまう。また、アイテムの底面（下方）にボールを当てるとボールが赤くなりハイエナジーボールと化す。
長方形（Rectangular Paddle）
初期状態の形状のパドル。
三角形（Triangular Paddle）
パドルの両端に鋭角の角度がついたパドル。
台形（Trapezoidar Paddle）
パドルの両端に鈍角の角度がついたパドル。
ツイン（Twinner Paddle）
パドルの両端に鈍角の角度がつき、かつパドル中央部にもくびれがついたパドル。

#### その他のアイテム
以下に挙げるアイテム以外にも種類がいくつかある。
エキストラ
パドルで取得するとパドルの残り数（残機）が1つ増える。
コイン（小）
星型（★）が描かれたアイテムで、パドルで取得するとスコアが加算される。シルバー（白）とゴールド（黄色）があり、後者の方が加算されるスコアが高い。
コイン（大）
人の顔が描かれたアイテムで、パドルで取得するとスコアが加算される。上記の小コインと同じくシルバー（白）とゴールド（黄色）があり、後者の方が加算されるスコアが高い。
鍵
パドルで取得すると画面上部に存在することがある鍵穴付きのブロックを消すことができる。
ボール
出現するとパドルで跳ね返すボールの数が1つ増える。出現した瞬間に効果が発揮される（徐々に画面下部へ落ちてくるタイプではなく、パドルで取得する必要はない）。